# Russell Slade
Russell Mark Slade (Wokingham, 10 ottobre 1960) è un allenatore di calcio inglese.

## Carriera
Nel 1994 passa sulla panchina del Notts County. Nella seconda metà di stagione viene sostituito da Howard Kendall, rimanendo all'interno dello staff tecnico in qualità di vice allenatore.
In seguito viene chiamato sulla panchina dell'Armitage, prima di approdare sulla panchina dello Sheffield United. A questa esperienza seguono quelle sulle panchine dello Scarborough e del Grimsby Town.
Il 7 giugno 2006 approda sulla panchina dello Yeovil Town, in Football League One. Trascina la squadra a un quinto posto finale - valido per l'accesso ai play-off - venendo eliminato nella finale valevole per l'accesso in Championship dal Blackpool.
Lascia la squadra - nonostante fosse reduce da quattro vittorie consecutive - il 16 febbraio 2009, a causa di alcuni dissidi con la società.
Il 6 marzo successivo sostituisce Micky Adams sulla panchina del Brighton, conducendo la squadra alla salvezza. Il 1º novembre 2009 viene sollevato dall'incarico.
Il 5 aprile 2010 viene nominato tecnico del Leyton Orient fino al termine della stagione. Il 14 maggio prolunga il proprio contratto fino al 2013. Il 7 giugno 2013 la società annuncia di avergli rinnovato il contratto fino al 2016. Il 24 settembre 2014 rassegna le proprie dimissioni.
Il 6 ottobre 2014 sostituisce Ole Gunnar Solskjær sulla panchina del Cardiff City, sottoscrivendo un contratto biennale.
Il 6 giugno 2016 diventa il nuovo tecnico del Charlton, firmando un triennale. Il 14 novembre, dopo aver vinto soltanto quattro partite, rescinde il contratto che lo legava alla squadra londinese.
Il 21 dicembre firma fino al termine della stagione con il Coventry City, venendo però esonerato il 5 marzo 2017.
Il 12 aprile 2017 ritorna sulla panchina del Grimsby Town, a distanza di undici anni dalla precedente esperienza. Le due parti si sono separate nel febbraio 2018, a causa di una striscia di 12 partite senza vittorie.

## Palmarès

### Allenatore

#### Competizioni regionali
- North Riding Senior Cup: 1

2003-2004